# Blaincourt-lès-Précy

Blaincourt-lès-Précy este o comună în departamentul Oise, Franța. În 1 ianuarie 2022 avea o populație de 1.187 de locuitori.